# Oryctes vicinus
Oryctes vicinus är en skalbaggsart som beskrevs av Charles Joseph Gahan 1900. Oryctes vicinus ingår i släktet Oryctes och familjen Dynastidae. Inga underarter finns listade i Catalogue of Life.